# Sanya (Hainan)
Sanya (chinesisch 三亞市 / 三亚市, Pinyin Sānyà shì) ist eine chinesische bezirksfreie Stadt auf der Insel Hainan in der gleichnamigen Provinz. Die Stadt liegt im Süden der Insel. Ihr Verwaltungsgebiet hat eine Fläche von 1.905 km² und 1.031.396 Einwohner (Stand: Zensus 2020).
Sanya ist bekannt für sein tropisches Klima und weite Sandstrände und hat sich seit dem Jahr 2000 kontinuierlich zu einem populären Ziel für in- und ausländische Touristen entwickelt. In Sanya fanden außerdem das Zweite Globalisierungsforum und die Wahlen zur Miss World der Jahre 2002, 2003, 2004, 2005, 2007 und 2010 statt.
Bei Sanya befindet sich eine wichtige Marinebasis der Seestreitkräfte der Volksrepublik China.

## Administrative Gliederung
Auf Kreisebene besteht Sanya aus vier Stadtbezirken.
| Karte                        | Karte        | Karte      | Karte              | Karte         | Karte             |
| ---------------------------- | ------------ | ---------- | ------------------ | ------------- | ----------------- |
| Jiyang Tianya Haitang Yazhou |              |            |                    |               |                   |
| Stadtbezirk                  | Chinesisch 1 | Pinyin     | Bevölkerung (2020) | Fläche (km²); | Dichte (pro km²); |
| Haitang                      | 海棠区       | Hǎitáng Qū | 113.481            | 251           | 0.451             |
| Jiyang                       | 吉阳区       | Jíyáng Qū  | 447.322            | 399           | 1.121             |
| Tianya                       | 天涯区       | Tiānyá Qū  | 353.698            | 916           | 0.386             |
| Yazhou                       | 崖州区       | Yázhōu Qū  | 116.895            | 338           | 0.346             |

Die Gründung der Stadtbezirke wurden am 12. Februar 2014 beschlossen und am 30. Juli 2014 vollzogen. Die bis zu diesem Zeitpunkt existierende Gemeindeebene (Großgemeinden und provisorische „Stadtviertel“) waren direkt der Stadtregierung Sanyas unterstellt.

## Ethnische Gliederung der Bevölkerung Sanyas (2000)
Der Zensus des Jahres 2000 zählte 482.296 Einwohner Sanyas.
| Name des Volkes | Einwohner | Anteil  |
| --------------- | --------- | ------- |
| Han             | 284.407   | 58,97 % |
| Li              | 183.865   | 38,12 % |
| Hui             | 6.290     | 1,31 %  |
| Miao            | 3.068     | 0,64 %  |
| Zhuang          | 3.052     | 0,63 %  |
| Mandschu        | 255       | 0,05 %  |
| Yao             | 252       | 0,05 %  |
| Dong            | 170       | 0,04 %  |
| Tujia           | 162       | 0,03 %  |
| Mongolen        | 159       | 0,03 %  |
| Koreaner        | 123       | 0,03 %  |
| Bouyei          | 118       | 0,02 %  |
| She             | 78        | 0,02 %  |
| Sonstige        | 297       | 0,06 %  |

## Denkmäler der VR China
Die paläolithische Stätte der Luobi-Höhle (落笔洞遗址) a) und die Gräber von Tengqiao (藤桥墓群) b) aus der Zeit der Tang-Dynastie bis Ming-Dynastie stehen seit 2001 bzw. 2006 auf der Liste der Denkmäler der Volksrepublik China.

## Sport und Freizeit
Seit dem Jahr 2019 findet in Sanya jährlich der Sanya E-Prix, ein Automobilrennen im Rahmen der FIA-Formel-E-Meisterschaft, statt.

## Tourismus
Sanya ist ein beliebtes Reiseziel für den Massentourismus in China geworden. Im ersten Quartal 2017 besuchten nach offiziellen Angaben rund 4,95 Millionen Menschen die Stadt. Im Jahr 2017 wird von rund 18 Millionen Besuchern ausgegangen. Der Flughafen Sanya berichtet von 19,4 Millionen Passagiere im Jahr 2017. Apartmenthochhäuser und Hotels prägen das Stadtbild. Nahezu jede namhafte Hotelkette hat einen Standort in Sanya. Es finden sich günstige Hostels genauso wie Luxushotels. Im Zentrum des Tourismus stehen im Wesentlichen drei Buchten mit ausgedehnten Sandstränden: Die Yalong-Bucht, die Dadonghai-Bucht und die Sanya-Bucht. Alle drei Buchten sind von Hotels und Apartments gesäumt. Mehrere Tauchspots machen Sanya zusätzlich interessant: Sunny Bay, Dadonghai Beach, Baifu Bay, Wuzhihou Island, Yalong Bay und West Island. Neben individuellen Reisen von Privatpersonen spielen auch der Hochzeitstourismus und Business-Reisen eine wichtige Rolle. Um die wertvollen natürlichen Ressourcen in Sanya zu schützen, wurde im Januar 2018 ein Programm aufgelegt, bei dem Umweltsünder gegen eine Belohnung angeschwärzt werden sollen. Ein starkes Destinationsmanagement für Sanya arbeitet intensiv am weiteren Ausbau der touristischen Nutzung.

## Klimatabelle
|                       | Jan  | Feb  | Mär  | Apr  | Mai   | Jun   | Jul   | Aug   | Sep  | Okt   | Nov  | Dez  |   |         |
| Mittl. Tagesmax. (°C) | 26,6 | 27,3 | 29,1 | 31,1 | 32,4  | 32,5  | 32,0  | 31,9  | 31,7 | 30,9  | 29,6 | 27,3 | ⌀ | 30,2    |
| Mittl. Tagesmin. (°C) | 19,6 | 20,6 | 22,8 | 25,0 | 26,5  | 26,9  | 26,5  | 26,2  | 25,4 | 24,2  | 22,7 | 20,4 | ⌀ | 23,9    |
|                       |      |      |      |      |       |       |       |       |      |       |      |      |   |         |
| Niederschlag (mm)     | 6,5  | 13   | 21,4 | 52,3 | 132,8 | 173,5 | 212,6 | 234,9 | 251  | 268,6 | 71   | 15,6 | Σ | 1.453,2 |
|                       |      |      |      |      |       |       |       |       |      |       |      |      |   |         |
| Regentage (d)         | 3,4  | 3,6  | 3,9  | 5,6  | 10,0  | 14,0  | 13,8  | 16,0  | 17,0 | 13,5  | 6,6  | 3,7  | Σ | 111,1   |

| 19,6 |

| 20,6 |

| 22,8 |

| 25,0 |

| 26,5 |

| 26,9 |

| 26,5 |

| 26,2 |

| 25,4 |

| 24,2 |

| 22,7 |

| 20,4 |

| 19,6 |

| 20,6 |

| 22,8 |

| 25,0 |

| 26,5 |

| 26,9 |

| 26,5 |

| 26,2 |

| 25,4 |

| 24,2 |

| 22,7 |

| 20,4 |